# Grand Prix Formule 1 van Frankrijk 1993
De Grand Prix Formule 1 van Frankrijk 1993 werd gehouden op 4 juli 1993 op Magny-Cours.

## Uitslag
| Positie | Nummer | Rijder               | Team                  | Ronden | Tijd/Opgave     | Startplaats | Punten |
| ------- | ------ | -------------------- | --------------------- | ------ | --------------- | ----------- | ------ |
| 1       | 2      | Alain Prost          | Williams-Renault      | 72     | 1:38:35.241     | 2           | 10     |
| 2       | 0      | Damon Hill           | Williams-Renault      | 72     | +0.342          | 1           | 6      |
| 3       | 5      | Michael Schumacher   | Benetton-Ford         | 72     | +21.209         | 7           | 4      |
| 4       | 8      | Ayrton Senna         | McLaren-Ford          | 72     | +32.405         | 5           | 3      |
| 5       | 25     | Martin Brundle       | Ligier-Renault        | 72     | +33.795         | 3           | 2      |
| 6       | 7      | Michael Andretti     | McLaren-Ford          | 71     | +1 Ronde        | 16          | 1      |
| 7       | 14     | Rubens Barrichello   | Jordan-Hart           | 71     | +1 Ronde        | 8           |        |
| 8       | 23     | Christian Fittipaldi | Minardi-Ford          | 71     | +1 Ronde        | 23          |        |
| 9       | 19     | Philippe Alliot      | Larrousse-Lamborghini | 70     | +2 Rondes       | 10          |        |
| 10      | 6      | Riccardo Patrese     | Benetton-Ford         | 70     | +2 Rondes       | 12          |        |
| 11      | 15     | Thierry Boutsen      | Jordan-Hart           | 70     | +2 Rondes       | 20          |        |
| 12      | 10     | Aguri Suzuki         | Arrows-Mugen-Honda    | 70     | +2 Rondes       | 13          |        |
| 13      | 9      | Derek Warwick        | Arrows-Mugen-Honda    | 70     | +2 Rondes       | 15          |        |
| 14      | 28     | Gerhard Berger       | Ferrari               | 70     | +2 Rondes       | 14          |        |
| 15      | 4      | Andrea de Cesaris    | Tyrrell-Yamaha        | 68     | +4 Rondes       | 25          |        |
| 16      | 20     | Érik Comas           | Larrousse-Lamborghini | 66     | Versnellingsbak | 9           |        |
| NF      | 27     | Jean Alesi           | Ferrari               | 47     | Motor           | 6           |        |
| NF      | 22     | Luca Badoer          | Lola-Ferrari          | 28     | Ophanging       | 22          |        |
| NF      | 29     | Karl Wendlinger      | Sauber                | 25     | Versnellingsbak | 11          |        |
| NF      | 30     | Jyrki Järvilehto     | Sauber                | 22     | Versnellingsbak | 18          |        |
| NF      | 26     | Mark Blundell        | Ligier-Renault        | 20     | Spin            | 4           |        |
| NF      | 12     | Johnny Herbert       | Lotus-Ford            | 16     | Spin            | 19          |        |
| NF      | 24     | Fabrizio Barbazza    | Minardi-Ford          | 16     | Versnellingsbak | 24          |        |
| NF      | 3      | Ukyo Katayama        | Tyrrell-Yamaha        | 16     | Versnellingsbak | 21          |        |
| NF      | 11     | Alessandro Zanardi   | Lotus-Ford            | 9      | Ophanging       | 17          |        |
| NQ      | 21     | Michele Alboreto     | Lola-Ferrari          |        |                 |             |        |

## Statistieken
| Pole-position | Damon Hill         | Williams-Renault | 1:14.382 |
| Snelste ronde | Michael Schumacher | Benetton-Ford    | 1:19.256 |

## Noot
- Dit was de eerste pole position en de vijfde podiumplaats voor Damon Hill.
- Tiende snelste ronde voor een Duitse coureur.
- Honderdste podiumplaats voor Alain Prost. Prost was de allereerste coureur in de Formule 1-geschiedenis die minstens honderd keer op het podium stond.
- Damon Hill had 26 rondes als raceleider gereden, en daarmee had een Britse coureur meer dan 10.000 ronden als raceleider gereden.
- Dit was de zesde overwinning van de Grote Prijs van Frankrijk voor Alain Prost (eerder gewonnen in 1981, 1983, 1988, 1989 en 1990), en daarmee verbeterde hij zijn eigen record.

1906 · 1907 · 1908 · 1912 · 1913 · 1914 · 1921 · 1922 · 1923 · 1924 · 1925 · 1926 · 1927 · 1928 · 1929 · 1930 · 1931 · 1932 · 1933 · 1934 · 1935 · 1936 · 1937 · 1938 · 1939 · 1947 · 1948 · 1949 · 1950 · 1951 · 1952 · 1953 · 1954 · 1956 · 1957 · 1958 · 1959 · 1960 · 1961 · 1962 · 1963 · 1964 · 1965 · 1966 · 1967 · 1968 · 1969 · 1970 · 1971 · 1972 · 1973 · 1974 · 1975 · 1976 · 1977 · 1978 · 1979 · 1980 · 1981 · 1982 · 1983 · 1984 · 1985 · 1986 · 1987 · 1988 · 1989 · 1990 · 1991 · 1992 · 1993 · 1994 · 1995 · 1996 · 1997 · 1998 · 1999 · 2000 · 2001 · 2002 · 2003 · 2004 · 2005 · 2006 · 2007 · 2008 · 2018 · 2019 · 2021 · 2022